# Inodrillia ricardoi
Inodrillia ricardoi is een slakkensoort uit de familie van de Horaiclavidae. De wetenschappelijke naam van de soort is voor het eerst geldig gepubliceerd in 2009 door Rios.